# Barbakán (építmény)

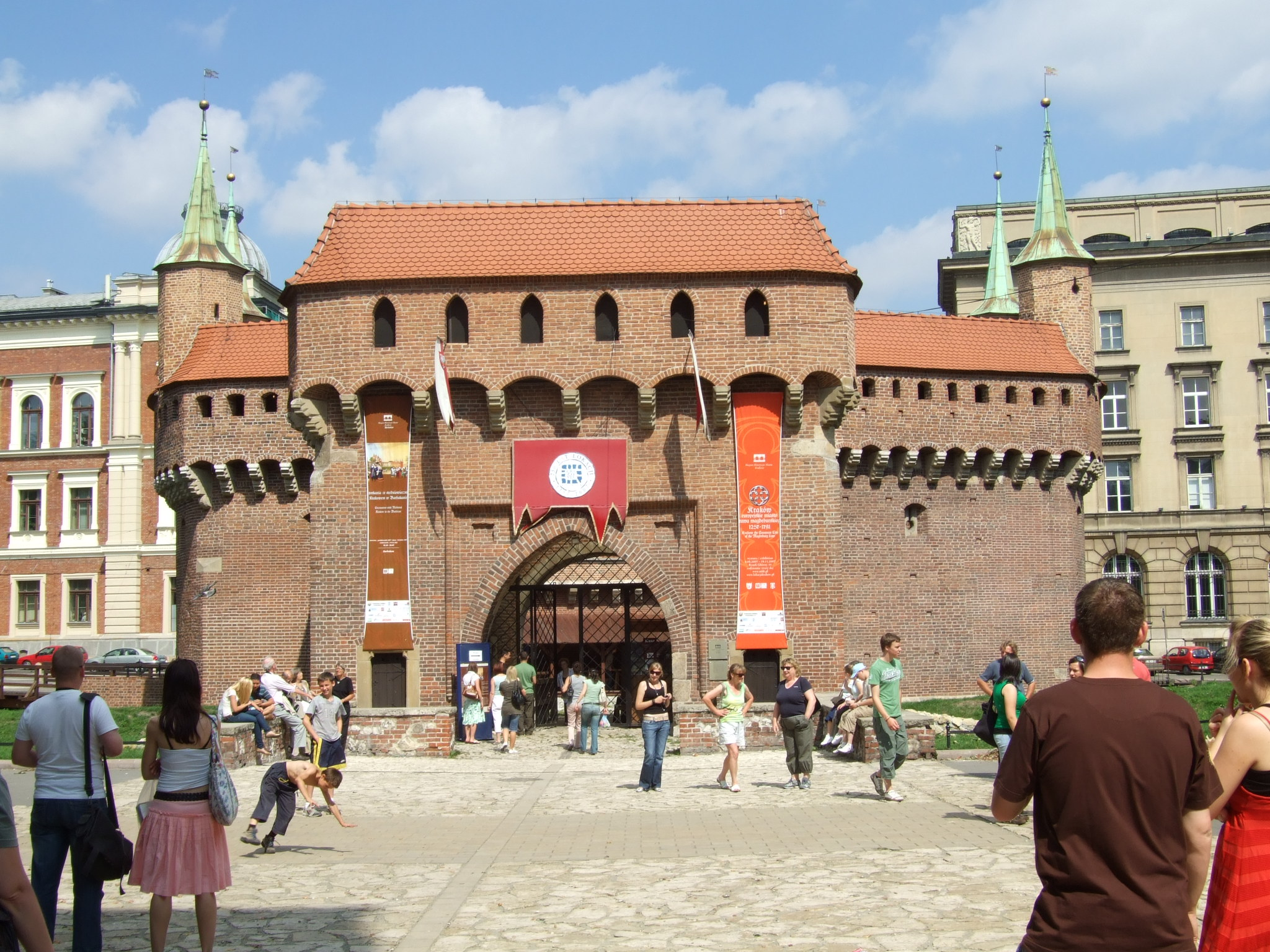
A krakkói Barbakán

Középkori erődített települések vagy várak része az előretolt kapuerőd, a barbakán. A barbakán általában különálló, árokkal körülvett erős torony, csapóhíddal és egy vagy több kisebb őrtoronnyal. A barbakán feladata a település vagy erődítmény főkapujának védelme. Barbakánokat leggyakrabban a városok főkapuihoz (pl. Bártfa, Buda, Pécs, Krakkó, Varsó, York) építettek.

## Fajtái

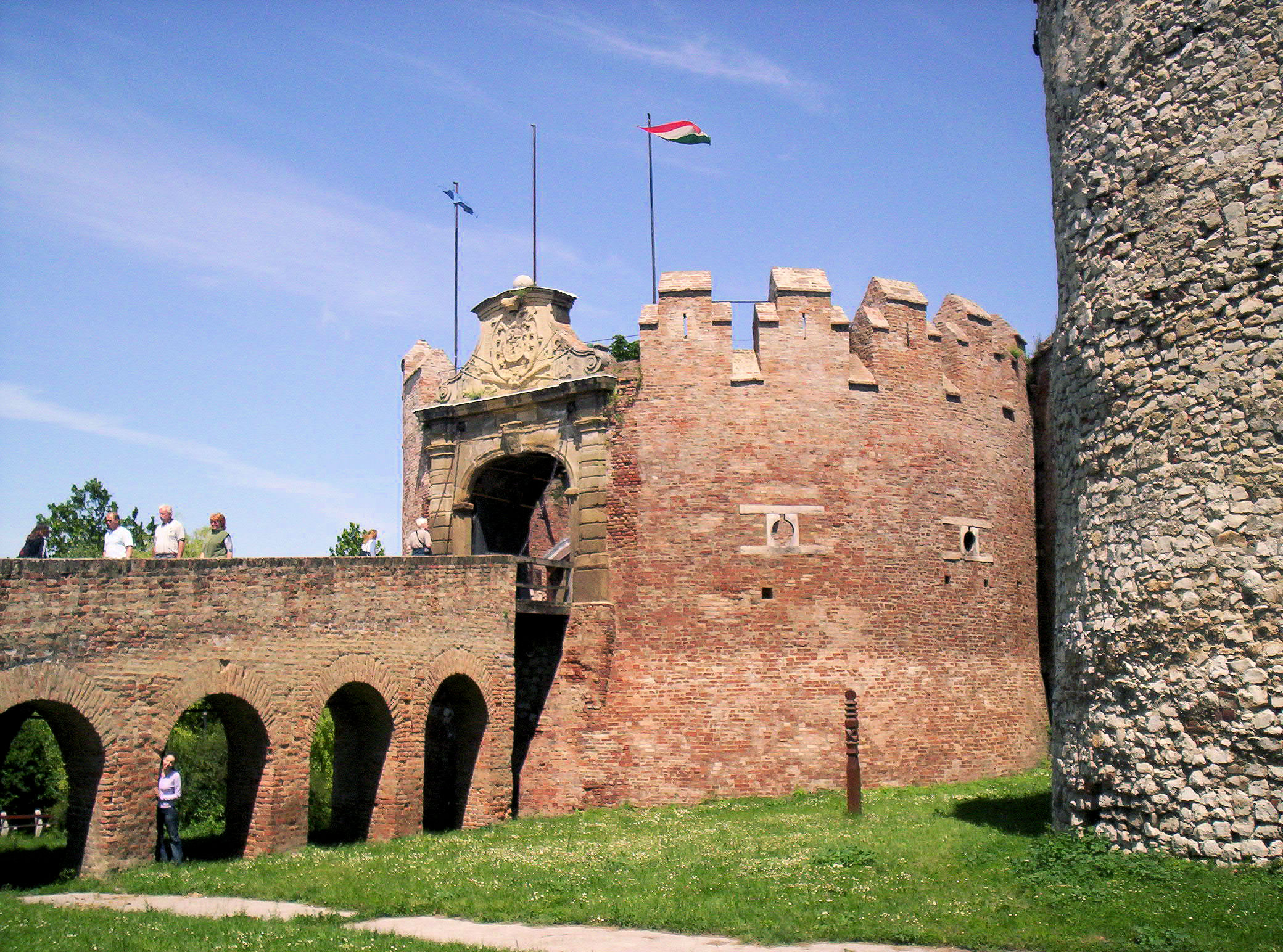
A siklósi barbakán

A barbakánok formájuk szerint lehetnek kör, négy- vagy sokszög alakúak.
Kör alakú barbakán volt: Győrben, Eperjesen, Körmöcbányán, Kassán, Lőcsén vagy a krakkói Barbakán. Négyszögletű barbakán volt pl. a párizsi Bastille. Sokszög alakú barbakán volt Kölnben. Barbakánok találhatók még a szászföldi erődtemplomokban is: pl. Prázsmár – ebben volt és működött a városháza, Vidombák – délkeleti oldalán helyezkedett el a felvonóhíddal és három toronnyal ellátott barbakán, amelyet 1880-ban elbontottak, hogy a helyén felépítsék az új városházát.